# Dysdera kulczynskii
Dysdera kulczynskii là một loài nhện trong họ Dysderidae.
Loài này thuộc chi Dysdera. Dysdera kulczynskii được Eugène Simon miêu tả năm 1914.